# Silvio Mastio
Silvio Mastio (Cagliari, aprile 1901 – 12 ottobre 1931) è stato un antifascista italiano, giovane mazziniano di Cagliari, attivo militante del Partito repubblicano e delle squadre antifasciste cittadine.
Amico di Emilio Lussu, arrestato dopo i fatti del 31 ottobre 1926, espatria poi per Cuba dove lavora come chimico.
In Messico prende contatto con le organizzazioni rivoluzionarie dell'America Latina e partecipa infine ad una sfortunata spedizione in Venezuela, per rovesciare la dittatura del generale Juan Vicente Gómez, trovando la morte in combattimento il 12 ottobre 1931.

## La vita
Nasce a Cagliari nell'aprile del 1901 da padre capitano di porto originario di Gavoi mentre la madre è di Ussana.
Vive una gioventù spensierata in paese con i fratelli, e grazie ad una maturazione intellettuale precoce già da 14 anni parla correttamente inglese e francese e inizia a leggere Mazzini.
Infatti dopo la partecipazione volontaria al primo conflitto mondiale, a soli 17 anni, dopo la scelta della facoltà di lettere moderne si iscriverà al partito repubblicano che in Sardegna contava solo una manciata di iscritti.
Complice anche la crescita del fascismo stringerà attorno a sé un gruppo ristretto di fedeli amici, tra cui anche l'amicissimo Lussu, con cui formerà una squadra d'azione in funzione anti-fascista.
Questi escono in gruppo per difendere soprattutto vecchi esponenti democratici e socialisti dall'aggressione di teppisti fascisti.
Ma già dal 1923 le ritorsioni e la paura porteranno allo scioglimento della squadra, Silvio continuerà comunque ad uscire da solo la Domenica per i portici di via Roma indossando con fierezza la camicia rossa dei garibaldini.
Finché la notte del 31 ottobre 1926 essendosi attirato le antipatie delle squadracce in seguito di un assalto alla casa di Emilio Lussu sarà arrestato per l'omicidio del fascista Porrà.
Resterà nel carcere di Buoncammino per 1 mese, al termine del quale deciderà di emigrare, e raggiungerà il fratello Francesco che lavora a Cuba in una società zuccheriera. In questo periodo si laurea in Chimica e inizia a spostarsi in cerca di una sistemazione ed un buon lavoro, passerà da Parigi in Colombia sino in Messico.
Qui indeciso se stabilirsi definitivamente in Canada o in Russia (in riferimento alla scoperta di numerosi pozzi petroliferi) vedrà la sua vita prendere una svolta decisiva. Il giovane Mastio infatti entrò in contatto con gli ambienti dell'opposizione in esilio al regime del dittatore venezuelano Vincente Gomez; così insieme agli amici Urbino e Leon pianificò una spedizione volta a rovesciare la dittatura e ad instaurare la democrazia in Venezuela.
Così il 30 settembre Mastio, Caroti e Urbino si imbarcarono come turisti con i loro compagni, da Veracruz, sulla nave EL SUPERIOR, diretta ad un altro porto messicano.
Ma appena arrivati in alto mare si impadronirono della nave e la diressero verso le coste del Venezuela dove sbarcarono con 140 uomini.
Qui però a causa di alcuni errori del generale Urbino la spedizione fallisce in breve, i contadini non si sollevarono come previsto e la decisione di spezzare in due tronconi gli uomini disponibili non fece altro che aumentarne la vulnerabilità. I due gruppi furono assaliti separatamente dalle preponderanti truppe governative e lasciarono sul terreno parecchi morti, lo stesso Mastio fu tra i primi a sacrificarsi, morendo sotto un attacco frontale, colpito da un proiettile alla fronte alle 15 del 12 ottobre.
Il suo corpo fu poi bruciato sul campo con quello degli altri cadaveri. Prima di partire aveva indirizzato una lettera-testamento a Lussu, documento che andò perso nel giugno del 40 in seguito all'occupazione tedesca di Parigi. Il governo democratico succeduto a quello di Gomez gli avrebbe tributato funerali con solenni onoranze.
Carlos Leon lo avrebbe chiamato "un vero liberatore italiano, degno figlio di Mazzini e Garibaldi".